# Wilhelm Spickernagel
Wilhelm Spickernagel, auch Spieckernagel (* 25. Februar 1890 in Groß Bülten; † 8. August 1928 in Berlin-Nikolassee) war ein deutscher Journalist, Schriftsteller und Politiker.

## Leben
Als Sohn eines Buchhalters geboren, studierte Spickernagel nach dem Besuch der Oberrealschule am Clevertor in Hannover Germanistik in Marburg, Straßburg und Greifswald. Während seines Studiums wurde er 1908 Mitglied der Burschenschaft Arminia Marburg. 1911 wurde er in Greifswald zum Dr. phil. promoviert. Nach seinem Studium war er als Mitarbeiter am Niedersächsischen Wochenblatt und am Hannöverschen Kurier tätig. 1912 wurde er Einjährig-Freiwilliger. Er war Geschäftsführer der Nationalliberalen Partei und Schriftleiter der Westfälisch-Politischen Nachrichten in Dortmund. Im Ersten Weltkrieg wurde er schwer verwundet und war nach seiner Genesung Abteilungschef beim Stellvertretenden Generalkommando in Hannover. Nach dem Krieg arbeitete er als Freier Schriftsteller und wurde 1921 Stiller Teilhaber bei den Hamburger Nachrichten, bei denen er zahlreiche Leitartikel verfasste. 1923 wurde er in Berlin Referent in der Presseabteilung der Reichsregierung. 1924 wurde er für die Deutsche Volkspartei Abgeordneter im Preußischen Landtag. Er war auch Pressechef des Deutschen Städtetages.
Wilhelm Spickernagel verstarb plötzlich am 8. August 1928 im Alter von 38 Jahren in Berlin-Nikolassee an den Folgen einer Gürtelroseerkrankung. Die Beisetzung erfolgte am 11. August 1928 auf dem Evangelischen Kirchhof Nikolassee.

## Veröffentlichungen
- Die ‚Geschichte des Fräuleins von Sternheim‘ von   Sophie La Roche und Goethes ‚Werther‘. Dissertation Universität Greifswald 1911.
- Gorch Fock, der Dichter der deutschen Seefahrt. Berlin 1917.
- Aus deutschen Feldpostbriefen und Kriegstagebüchern. 3. Auflage Hannover 1918.
- Die Kunst des Redens. 2. Auflage Berlin 1919.
- Ludendorff. 3. Auflage Berlin 1919.
- Hermann Löns und unsere Zeit. Berlin 1920.
- Der Kardinalfehler unserer Politik. Berlin 1920.
- Fürst Bülow. Berlin 1921.
- Reiseeindrücke aus Sowjetrußland. Berlin 1922.
- Der deutsche Liberalismus in Vergangenheit und Gegenwart. Berlin 1926.
- Der Kampf gegen die Wohnungsnot. Berlin 1927.